# Cantharocnemis kraatzi
Cantharocnemis kraatzi  (лат.) — вид жуков-усачей из подсемейства прионин. Распространён в Африке: Йемене, Саудовской Аравии, Судане, Эритрее и Эфиопии. Кормовым растением личинок является мушмула германская.